# Tom Jackson (actor)
Thomas Dale Jackson (27 de octubre de 1948 en la Provincia de Saskatchewan) es un actor y cantante canadiense, reconocido principalmente por organizar una serie de conciertos anuales benéficos llamada Huron Carole durante más de 15 años. En televisión, sus interpretaciones más reconocidas incluyen a Billy Twofeathers en Shining Time Station y a Peter Kenidi en North of 60. Más recientemente, en 2019, interpretó el papel del jefe indio White Bull en la película de acción y suspenso Cold Pursuit.

## Filmografía
| Año       | Título                                  | Papel             | Notas       |
| --------- | --------------------------------------- | ----------------- | ----------- |
| 1985      | Spirit Bay                              | Will              | Serie de TV |
| 1986      | Loyalties                               | Eddy              |             |
| 1988      | Martha, Ruth & Edie                     | Morrie            |             |
| 1988      | Street Legal                            | Geordie Roberts   | Serie de TV |
| 1989–1990 | The Campbells                           | Five Claws        | Serie de TV |
| 1991–1995 | Shining Time Station                    | Billy Twofeathers | Serie de TV |
| 1991      | Clearcut                                | Tom Starblanket   |             |
| 1992–1997 | North of 60                             | Peter Kenidi      | Serie de TV |
| 1993      | Spirit Rider                            | Albert St. Clair  | Telefilme   |
| 1993      | Medicine River                          | Harlen Bigbear    | Telefilme   |
| 1993      | The Diviners                            | Jules             | Telefilme   |
| 1994      | Street Legal                            | David Cormier     | Serie de TV |
| 1994      | Star Trek: The Next Generation          | Lakanta           | Serie de TV |
| 1995      | Great Canadian Ghost Stories            | Invitado          |             |
| 1995      | 500 Nations                             | Voz               | Serie de TV |
| 1996      | The Adventures of Shirley Holmes        | Mac               | Serie de TV |
| 1999      | Grizzly Falls                           | Joshua McTavish   |             |
| 2000      | Trial by Fire                           | Peter Kenidi      | Telefilme   |
| 2000      | Longhouse Tales                         | Hector Longhouse  | Serie de TV |
| 2001      | Dream Storm                             | Peter Kenidi      | Telefilme   |
| 2002      | Tom Stone                               | Ray Swiftwater    | Serie de TV |
| 2002      | Relic Hunter                            | Bobby Green       | Serie de TV |
| 2005      | Mee-Shee: The Water Giant               | Custer            |             |
| 2005      | Distant Drumming: A North of 60 Mystery | Peter Kenidi      | Telefilme   |
| 2006      | Skinwalkers                             | Will              |             |
| 2006      | Law & Order: Criminal Intent            | Jefe Johnson      | Serie de TV |
| 2007      | Little Mosque on the Prairie            | Profesor Crakle   | Serie de TV |
| 2011      | Befriend and Betray                     | Guy Poirier       | Telefilme   |
| 2012      | Deadfall                                | Cazador indio     |             |
| 2014      | The Dependables                         | Sargento Robinson |             |
| 2014      | The Best Laid Plans                     | George            | Serie de TV |
| 2018      | Cardinal                                | Lloyd Kreeger     | Serie de TV |
| 2019      | Cold Pursuit                            | White Bull        |             |

## Discografía
| Año  | Álbum                           |
| ---- | ------------------------------- |
| 1990 | Sally Ann                       |
| 1990 | Love, Lust and Longing          |
| 1994 | No Regrets                      |
| 1997 | Home This Christmas             |
| 1997 | That Side of the Window         |
| 2001 | I Will Bring You Near           |
| 2006 | Singing for Supper On Tour      |
| 2011 | ‘Twas in the Moon of Wintertime |
| 2015 | Ballads Not Bullets             |
| 2018 | The Essential                   |